# Università Bordeaux I
L'Università Bordeaux I (Université Bordeaux I o Bordeaux I) è un istituto universitario francese, attivo in tutti i domini di ricerca ai più alti livelli, dimostrato da diversi riconoscimenti e premi vinti dai suoi ricercatori, e dalle molte collaborazioni internazionali che l'università mantiene con tutti e cinque i continenti.